# ハロー動物ファミリー
『ハロー動物ファミリー』（ハローどうぶつファミリー）は、1988年10月14日から1989年9月29日までテレビ東京系列局で放送されていたテレビ大阪製作の動物バラエティ番組である。放送時間は毎週金曜 19:00 - 19:30 （日本標準時）。
身近な動物の人間との関わりを探っていた番組。司会は鈴木ヒロミツと向井亜紀が、リポーターは柿沼紫乃が務めていた。